# Semidalis palmensis
Semidalis palmensis är en insektsart som först beskrevs av Klingstedt 1936.  Semidalis palmensis ingår i släktet Semidalis och familjen vaxsländor. Inga underarter finns listade i Catalogue of Life.